# Carole Nelson Douglas
Carole Nelson Douglas (* 15. November 1944 in Everett, Washington, USA; † 20. Oktober 2021) war eine US-amerikanische Schriftstellerin.
Sie schrieb Krimis, Science-Fiction, Fantasy und Liebesromane. Das Œuvre umfasst 62 Titel (Stand August 2015).
Bekanntheit erlangte Carole Nelson Douglas vor allem durch drei Romanserien: die langlaufende Alphabetkrimiserie (25 der 27 Romane haben ein Farbwort oder ein Wort für einen Edelstein in der Reihenfolge des Alphabets im Titel) mit der Katze Midnight Louie – die Irene-Adler-Serie, die historische Krimis beinhaltet – die Delilah-Street-Reihe fantastischer Kriminalromane.
In ihren Romanen mischte Carole Nelson Douglas verschiedene Stilrichtungen und Genres. Sie sparte auch aktuelle gesellschaftliche Themen nicht aus.

## Veröffentlichungen (Auszug)
- Eine Katze im Diamantenfieber, München: ECON-Taschenbuch-Verlag, 1998
- Katzenaugen lügen nicht, München: Econ-und-List-Taschenbuch-Verlag, 1998
- Coole Katzen im Kasino, Düsseldorf: ECON-Taschenbuch-Verlag, 1997
- Montags kommt der Katzenjammer, Düsseldorf: ECON-Taschenbuch-Verlag, 1995
- Nachts sind alle Katzen schlau, Düsseldorf/Wien: ECON-Taschenbuch-Verlag, 1994